# Irena Górska-Damięcka
Pour les articles homonymes, voir Gorska et Damięcka.
Irena Górska-Damięcka (née le 20 octobre 1910 à Oszmiana (auj. Achmiany, en Biélorussie) et morte le 1er janvier 2008 à Skolimów) était une actrice, metteur en scène et directrice de théâtre polonaise, considérée comme la « grande dame » du théâtre polonais.

## Filmographie
- 1938 : Serce Matki
- 1961 : Rozstanie
- 1961 : Bitwa o Kozi Dwór
- 1962 : Jak być kochaną
- 1966 : Ściana czarownic
- 1966 : Cierpkie głogi, jako Helena
- 1973 : Ciemna rzeka